# Charadrius nivosus
Il piviere nevoso (Charadrius nivosus (Cassin, 1858)), è un uccello della famiglia dei Charadriidae che si riproduce in Ecuador, Perù, Cile, nel sud e nel ovest degli Stati Uniti e nei Caraibi. È stato a lungo considerato una sottospecie di Charadrius alexandrinus.